# Баклань (Иркутская область)
Бакла́нь — посёлок в Слюдянском районе Иркутской области России. Входит в Маритуйское муниципальное образование. 

## География и происхождение названия
Расположен на берегу озера Байкал, на Кругобайкальской железной дороге, в 10 км к западу от центра сельского поселения, села Маритуй, в 1,4 км к востоку от устья реки Шабартуй. В посёлке — остановочный пункт 129 км. Назван по находящемуся неподалёку Бакланьему утёсу.

## История
Основан в 1902 году как посёлок строителей Кругобайкальской железной дороги, ставший затем посёлком железнодорожников.

## Население
| 2002 | 2010 | 2011 | 2012 |
| ---- | ---- | ---- | ---- |
| 22   | ↘14  | →14  | ↗17  |